# Liste royale égyptienne

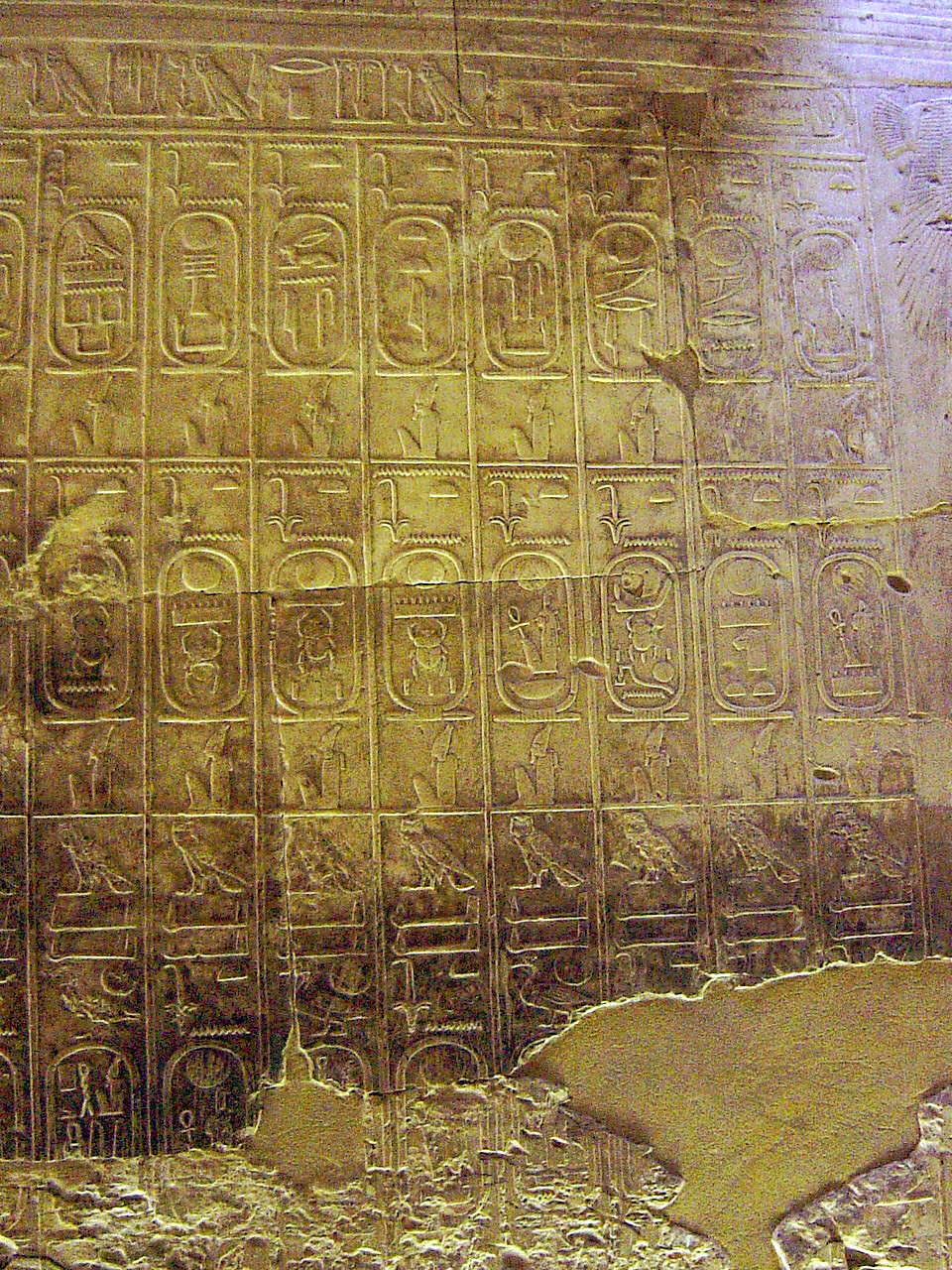
Vue partielle de la liste d'Abydos

Une liste royale égyptienne est la mémorialisation de rois ayant régné avant sa constitution. 

## Des listes de plusieurs types
Les listes sont de plusieurs types :
- il y a en premier lieu les listes d'origine royale, ces dernières ont avant tout une fonction politique et/ou religieuse ; en conséquence, il y a une sélection des rois mentionnés dans chacune d'entre elles ; on peut trouver :
  - les grandes listes, que l'on retrouve notamment dans les temples d'Abydos de Séthi Ier et de Ramsès II, et dans lesquelles l'ensemble des monarques reconnus est honoré ; dans ces listes sont donc exclus les rois ayant subi une damnatio memoriae comme Hatchepsout et Akhenaton, les rois des périodes troublées comme ceux des Première et Deuxième Périodes intermédiaires,
  - les petites listes, que l'on retrouve notamment dans le temple d'Amon-Rê à Karnak ainsi que les temples de millions d'années de Ramsès II et Ramsès III, dans lesquelles seuls certains rois sont honorés pour diverses raisons : par exemple, pour la liste du Ramesséum, seuls Méni et Montouhotep II sont cités avant les rois du Nouvel Empire et ce pour le rôle d'unificateur qu'ils ont eu (respectivement premier unificateur de l'Égypte et réunificateur après la période troublée qu'est la Première Période intermédiaire) ; alors que dans la liste de Karnak, les rois cités sont ceux ayant, réellement ou non, contribué à la construction du temple,
  - les annales, attestées uniquement à l'Ancien Empire mais dont les états de conservation ne permettent plus de juger s'il y a eu une sélection des souverains présents initialement dans ces annales,
  - les listes documentaires, conçues probablement à partir des archives officielles, dans lesquelles l'ensemble des rois sont mentionnés et classés, indépendamment de considérations politiques (damnatio memoriae ou exclusion car ayant régné pendant une époque troublée) ; il s'agit du Canon royal de Turin, qui est peut-être une copie privée d'un document puisant dans les archives officielles (raison pour laquelle il est classé ici), et l'Ægyptiaca de Manéthon, œuvre écrite sur ordre royal,
- il y a en second lieu les listes d'origine privée, dont les fonctions sont diverses ; ces dernières sont de trois types :
  - le premier type, attesté uniquement à l'Ancien Empire dans des tombes de hauts fonctionnaires, fait tout simplement la liste des rois sous lequel le défunt a vécu ; cependant, ces listes ne sont pas obligatoirement exhaustives : certains souverains ne sont en effet pas cités dans les tombes de leur hauts fonctionnaires, comme Ouserkarê et Menkaouhor ; l'hypothèse avancée est que la biographie inscrite dans la tombe se concentre avant tout sur l'évolution de carrière du défunt[1],
  - le deuxième type a une fonction plus religieuse ; présentes principalement dans des tombes mais aussi sur des objets cultuels, les rois cités sont rarement dans un ordre chronologique et sont sélectionnés par le défunt dans le but de les honorer (celles datées du Nouvel Empire mettent clairement à l'honneur les rois de cette période ainsi que Montouhotep II, probablement en tant que réunificateur de l'Égypte) ; la liste qui sort du lot est clairement celle de la table de Saqqarah qui, bien qu'inscrite dans une tombe privée, semble avoir suivi un principe de composition proche des deux listes d'Abydos (même si des différences notables existent),
  - le troisième type correspond aux généalogies, réelles ou fictives, qui ne sont pas des listes royales en soi mais qui permettent, dans une certaine mesure, de classer chronologiquement les rois qui y sont nommés.

Le degré de confiance en ces listes que la recherche égyptologique peut avoir varie d'une liste à l'autre et peut varier à l'intérieur même d'une liste, on peut nommer les raisons suivantes :
- le caractère politique de certaines listes, particulièrement concernant les rois ayant subi une damnatio memoriae, ce qui exclut donc des rois et fausse la reconstitution historique des évènements,
- les erreurs, qui grandissent avec le temps ; ainsi, si le degré de confiance en les listes du Nouvel Empire pour les rois de cette période est grande, il en va tout autrement des rois des premières dynasties, avec par exemple une incohérence entre les trois principales listes du Nouvel Empire concernant les rois de la IIIe dynastie[2],
- l'utilisation le plus souvent du nom de Nesout-bity du souverain inscrit dans un cartouche, y compris pour les périodes les plus anciennes pendant laquelle il n'existait pas encore, ou tout du moins sous une forme différente[3].

## Listes d'origine royale
Les sceaux-cylindres de Den ainsi que celui de Qâ, les plus anciennes listes découvertes, fournissent la succession des rois de la Ire dynastie ; ces sceaux sont d'une très grande importance car ils ont permis non seulement de consolider les connaissances sur la chronologie de la période, mais aussi ont permis de comprendre que Narmer était considéré comme un roi fondateur dès les plus hautes époques :
- le premier sceau de Den fournit la liste des quatre premiers rois ainsi que le nom de la mère du cinquième qui a été la régente de ce dernier au début de son règne : Narmer, Aha, Djer, Ouadji et la « mère du roi » Merneith[5],
- le second sceau de Den fournit la liste des cinq premiers rois ainsi que le nom de la mère du cinquième : Narmer, Aha, Djer, Ouadji, Den et la « mère du roi » Merneith[5],
- le sceau de Qâ fournit la liste des huit premiers rois : Narmer, Aha, Djer, Ouadji, Den, Adjib, Sémerkhet, Qâ[6].

Les deux listes suivantes sont les annales royales de l'Ancien Empire :
- les annales inscrites sur la pierre de Palerme, stèle inscrite pendant la Ve dynastie et listant les rois de la période prédynastique à Néferirkarê Kakaï ou son successeur avec, à partir des des rois de la Ire dynastie, des informations pour chaque année de règne ; la stèle est aujourd'hui très fragmentaires, il ne reste que sept fragments qui n'en représentent qu'une petite partie[7],[8],
- les annales inscrites sur la pierre de Saqqarah Sud, d'un principe identique à la pierre de Palerme, mais portant sur les rois de la VIe dynastie Téti, Ouserkarê, Pépi Ier, Mérenrê Ier et Pépi II ; un certain temps après sa réalisation, la stèle a été arasée pour être transformée en couvercle de sarcophage pour la reine Ânkhésenpépi IV, cependant la stèle est très importante car elle a permis de savoir que le roi éphémère Ouserkarê n'était pas considéré comme un usurpateur, sa relative absence dans le registre archéologique est due à la brièveté de son règne et non à une damnatio memoriae[9].

La liste suivante est la liste des rois située dans la salle des fêtes de Thoutmôsis III, dans le temple d'Amon-Rê à Karnak et montre Thoutmôsis III avec quelques-uns des rois qui ont, de manière réelle ou pas, construit des parties du temple ; près de soixante-et-un noms sont cités, mais l'absence apparante d'ordre chronologique et l'état fragmentaire des inscriptions empêchent son utilisation dans le cadre d'études de chronologie ; son intérêt, cependant, reste qu'elle cite certains rois de la Deuxième Période intermédiaire extrêmement peu connus,.
Les deux listes suivantes sont les deux listes d'Abydos, elles devaient extrêmement proches, même si la seconde (celle de Ramsès II) est dans un état fragmentaire telle qu'il ne reste que peu de noms ; si ces listes exposent les rois dans l'ordre chronologique, elles omettent complètement les rois des Première et Deuxième Périodes intermédiaires ; cependant, elles citent les noms de rois des VIIe et VIIIe dynasties très peu attestés voire inconnus par ailleurs :
- la première, intacte, date du règne de Séthi Ier et est située dans son temple funéraire ; elle cite soixante-seize rois, de Méni, assimilé le plus souvent à Narmer, jusqu'à Séthi Ier lui-même[12],
- la seconde, très fragmentaire, date du règne de Ramsès II et est située dans son temple funéraire à côté de celui de son père ; elle devait citer les mêmes rois que la première, avec Ramsès II en plus en fin de liste[12].

La liste suivante est le Canon royal de Turin : ce dernier est un papyrus écrit en hiératique exposé au Musée égyptologique de Turin. Le texte date du règne de Ramsès II et devait mentionner le nom de tous les rois qui l'ont précédé ainsi que la durée de règne de chacun, voire, pour les rois des deux premières dynasties, la durée de vie des rois. Malheureusement, l'état très fragmentaire du papyrus rend la lecture de certain passage difficile et surtout d'énormes trous dans la liste. Cette liste reste malgré tout une source indispensable pour comprendre la chronologie égyptienne, particulièrement pour les périodes plus obscures.
Les deux listes suivantes sont proches et situées sur le registre supérieur de la paroi côté seconde cour du môle septentrional du second pylône de temples des millions d'années de respectivement Ramsès II et Ramsès III, la seconde imitant dans une certaine mesure la première ; elles ont toutes les deux un rôle avant tout cultuel, car le roi comanditaire honore des ancêtres dans le cadre de la fête de Min :
- la première, située au Ramesséum, représente Ramsès II devant les quartorze rois suivants : Méni, Montouhotep II, Ahmôsis Ier, Amenhotep Ier, Thoutmôsis Ier, Thoutmôsis II, Thoutmôsis III, Amenhotep II, Thoutmôsis IV, Amenhotep III, Horemheb, Ramsès Ier, Séthi Ier et Ramsès II[14],
- la seconde, située au temple de Médinet Habou, représente Ramsès III devant les neuf rois suivants : Amenhotep III, Horemheb, Ramsès Ier, Séthi Ier, Ramsès II, Mérenptah, Séthi II, Sethnakht et Ramsès III[15].

La dernière liste royale est celle écrite en grec sur ordre de l'un des premiers rois ptolémaïques par Manéthon dans l'œuvre nommé Ægyptiaca. Cette œuuvre est très importante car, tout comme le Canon royal de Turin, elle devait lister tous les rois, mais surtout, c'est cette œuvre qui a découpé l'histoire égyptienne en près de trente dynasties, découpage conservé par l'égyptologie aujourd'hui malgré le fait que ces dynasties ne correspondent pas à des lignées de sang comme on l'entend en Occident. Malheureusement, l'œuvre est aujourd'hui perdue mais a été retranscrite à travers les écrits de Flavius Josèphe (Ier siècle), de Sextus Julius Africanus (IIIe siècle, cinq volumes), d'Eusèbe de Césarée (IVe siècle) et enfin de l'historien Byzantin Georges le Syncelle (VIIIe siècle). Cependant, ces retranscriptions ne sont pas concordantes en plusieurs points; ce qui limite l'utilisation de ces listes. En plus de ceci, le passage de l'égyptien ancien au grec ancien a transformé les noms des rois, ce qui rend parfois difficile l'association des deux : un exemple typique est la IIIe dynastie où neuf rois sont présents dans la version de Sextus Julius Africanus, alors que seuls quatre ou cinq rois sont présents dans le registre archéologique, ouvrant à l'interprétation de chacun l'association des noms grecs aux noms égyptiens. Une autre difficulté est que ces écrits sont héritiers de traditions parfois erronées, rendant difficile la séparation ce qui est de l'ordre de l'histoire de ce qui est de l'ordre de la légende : un exemple typique est la reine Nitocris.

## Listes d'origine privée
Les premières listes privées datent de la Ve dynastie mais peuvent être divisées en deux catégories :
- les trois premières listes nomment les rois sous lesquels le fonctionnaire a vécu :
  - la stèle fausse-porte du grand prêtre de Ptah Ptahchepsès Ier (tombe à Saqqarah), fragmentaire, nomme les rois Menkaourê, Chepseskaf, Ouserkaf, Sahourê ainsi qu'un cinquième nom en lacune qui devait être celui de Néferirkarê Kakaï,
  - la stèle fausse-porte du prince Sekhemkarê (tombe G 8154 dans la nécropole de Gizeh) nomme les rois Khâfrê, Menkaourê, Chepseskaf, Ouserkaf et Sahourê,
  - le linteau de l'entrée de la tombe de Netjerpounésout (tombe G 8740 dans la nécropole de Gizeh) nomme les rois Djédefrê, Khâfrê, Menkaourê, Chepseskaf, Ouserkaf et Sahourê,
- la quatrième liste nomme certains rois que le fonctionnaire a voulu honorer : il s'agit de la liste retrouvée dans la tombe G1011 dans la nécropole de Gizeh et qui nomme Boudjaou (c'est-à-dire Hotepsekhemouy), Téti (c'est-à-dire Sanakht ou Sekhemkhet selon les interprétations des différents chercheurs), Djédefrê, Khâfrê, Sahourê et Néferirkarê Kakaï[19].

La liste suivante date du Moyen Empire et est située au Ouadi Hammamat ; elle nomme cependant des rois et pseudo-rois de la IVe dynastie : Khoufou, Djédefrê, Khâfrê, Hordjédef (un fils de Khoufou) et Baoufrê (connu par ailleurs uniquement sur le papyrus Westcar).
La liste suivante date de la fin de la XVIIe dynastie ou du début de la XVIIIe dynastie et se trouvait sur un cercueil d'une femme découvert à Dra Abou el-Naga en 1862-1963 ; ce cercueil est malheureusement perdu aujourd'hui. Étaient inscrits huit cartouches dont celui de Séned, un en lacune, les six autres correspondant à des rois du Moyen Empire et de la Deuxième Période intermédiaire ; ces cartouches devaient être ceux de rois que la défunte voulait honorer.
Les listes suivantes datent de l'époque ramesside et peuvent être divisées en deux catégories ; la première liste quelques noms de souverains honorés par le commanditaire de l'objet, la seconde correspond à la table de Saqqarah qui, si là aussi, le commanditaire voulait honorer les souverains nommés, est d'une importance tout autre pour l'égyptologie de par le nombre de noms présent :
- la première catégorie est composée de cinq listes :
  - la première a été retrouvée dans la tombe d'Amenmosé située à Dra Abou el-Naga et datant du règne de Séthi Ier ; elle liste les rois suivants : Montouhotep II, Ahmôsis Ier, Amenhotep Ier, Thoutmôsis Ier, Thoutmôsis II, Thoutmôsis III, Amenhotep II, Thoutmôsis IV, Amenhotep III, Horemheb, Ramsès Ier, Séthi Ier,
  - la deuxième a été retrouvée dans la tombe de Khâbekhnet située à Deir el-Médineh et datant du règne de Ramsès II ; elle liste de nombreux membres de la famille royale de la fin de la XVIIe dynastie et du début de la XVIIIe dynastie ainsi que les rois Montouhotep II, Sekhentnebrê (probablement Senakhtenrê Iâhmes), Seqenenrê Tâa, Ouadjkheperrê Kames, Ahmôsis Ier et Amenhotep Ier,
  - la troisième a été retrouvée sur un bloc de la tombe de Mahou, « dépositaire du Trésor » sous le règne de Ramsès II, dans la nécropole de Téti à Saqqarah ; elle liste les rois suivants : Djésernoub (très probablement Djéser), Téti (c'est-à-dire Sanakht ou Sekhemkhet selon les interprétations des différents chercheurs), Ouserkaf et un roi dont le nom est en lacune[22],
  - la quatrième se trouve sur la table d'offrande de Qenherkhépeshef, datée du règne de Séthi II et située à l'origine dans le temple d'Amon à Karnak et aujourd'hui à Marseille ; elle liste les rois suivants : Montouhotep II, Senakhtenrê Iâhmes, Seqenenrê Tâa, Ouadjkheperrê Kames, Ahmôsis Ier et Amenhotep Ier, Thoutmôsis Ier, Thoutmôsis II, Thoutmôsis III, Amenhotep II, Thoutmôsis IV, Amenhotep III, Horemheb, Ramsès Ier, Séthi Ier, Ramsès II et Séthi II,
  - la cinquième se trouve dans la tombe d'Inerkhaouy, « chef d'équipe dans la place de Vérité » sous le règne de Ramsès IV ; la liste nomme de nombreux membres de la famille royale de la fin de la XVIIe dynastie et du début de la XVIIIe dynastie ainsi que les rois Montouhotep II, Seqenenrê Tâa, Ahmôsis Ier et Amenhotep Ier, Thoutmôsis II, Ramsès Ier et Ramsès IV,
- la seconde catégorie est, comme dit précédemment, la table de Saqqarah, située dans la tombe de Tjuneroy à datant du règne de Ramsès II ; elle liste près de cinquante huit noms de rois, d'Adjib à Ramsès II ; elle a plusieurs points communs avec les listes d'Abydos mais comportent quelques différences notables : la liste commence avec le sixième roi de la Ire dynastie et non Méni, ce qui est étonnant ; les rois du Moyen Empire sont ordonnés à l'envers ; elle donne les noms du roi éphémère Chepseskarê de la Ve dynastie et de la reine-pharaonne Néférousobek contrairement à la liste d'Abydos mais omet les noms du roi Sémerkhet de la Ire dynastie, du roi éphémère Ouserkarê de la VIe dynastie et de tous les rois de la fin de l'Ancien Empire après Pépi II ; de plus, Niouserrê, l'un des plus grands rois de la Ve dynastie est également non présent, mais il est possible qu'il se trouve dans la lacune de cinq noms royaux entre Khâfrê et Ouserkaf, là où le registre archéologique ne conserve les règnes que de Menkaourê et Chepseskaf[12].

Les deux derniers documents sont des généalogies datant de la XXIIe dynastie :
- la première est la généalogie du grand prêtre de Ptah Ânkhefensekhmet gravée sur la stèle éponyme ; cette généalogie est fictive et nomme divers prêtres ayant exercé dans les sanctuaires de Memphis, principalement pour le dieu Ptah, et dont plusieurs sont inconnus par ailleurs, chacun étant donné comme ayant vécu sous tel roi, le plus ancien cité étant Montouhotep II ; il est à noter que si plusieurs rois sont connus, un certain nombre d'entre eux, ayant censément régné au cours de la Deuxième Période intermédiaire, sont également inconnus, comme Aaqen,
- la seconde est la généalogie de Pasenhor inscrite sur la stèle éponyme ; ce personnage était « général d'Héracléopolis » à la fin de la XXIIe dynastie et descendait des rois de cette même dynastie, les rois nommés sont successivement de père en fils : Sheshonq Ier, Osorkon Ier, Takélot Ier et Osorkon II[23].